# 重寄生
重寄生（学名：Phacellaria fargesii）为檀香科重寄生属下的一个种。

## 扩展阅读
- 維基物種上的相關：重寄生